# Аноприенко, Александр Яковлевич
Александр Яковлевич Аноприенко (укр. Олександр Якович Анопрієнко, род. 21 сентября 1957, Сталино, УССР) — ректор и заведующий кафедрой компьютерной инженерии Донецкого национального технического университета (ДонНТУ). Специалист в области компьютерных систем и технологий, Интернет-технологий, компьютерного моделирования, истории и закономерностей развития техники и технологий, средств и методов компьютинга и интеллектуального инструментария.

## Биография
Родился 21 сентября 1957 года в городе Сталино (ныне — Донецк).
В 1974 году поступил в Донецкий политехнический институт (ДПИ, ныне — ДонНТУ) на специальность «Электронные вычислительные машины (ЭВМ)».
В 1979 году закончил ДПИ, защитил дипломный проект, посвященный разработке высокопроизводительных специализированных параллельных систем для решения дифференциальных уравнений в частных производных. Результаты студенческой научной работы были отмечены дипломом второй степени на Всесоюзном конкурсе студенческих научных работ.
С 1979 по 1989 год работал в должности ассистента на кафедре ЭВМ ДПИ (в 1983—1986 годах — по совместительству).
В 1980 году прошёл 3-месячные курсы повышения квалификации на кафедре вычислительной техники Ленинградского института точной механики и оптики (ныне — «Санкт-Петербургский национальный исследовательский университет информационных технологий, механики и оптики»). Выпускная работа, посвященная разработке концепции массовой ЭВМ (попытка сформулировать концепцию ноутбука в его нынешнем виде), была выполнена под руководством профессора Г. И. Новикова.
С 1983 по 1986 год обучался в аспирантуре на кафедре ЭВМ ДПИ под руководством доцента Башкова Е. А. Тематика научной работы: Разработка высокопроизводительных систем машинной графики. В 1987 году защитил диссертацию на соискание ученой степени кандидата технических наук в Институте проблем моделирования в энергетике им. Г. Е. Пухова НАН Украины (Киев).
В 1989—1990 годах прошёл 10-месячную научную стажировку по линии Немецкой службы академических обменов (DAAD) в Институте высокопроизводительных и распределённых суперЭВМ Штутгартского университета (Германия) под руководством профессора А. Ройтера.
В 1990-е годы участвовал в выполнении работ в области компьютерного моделирования и высокопроизводительных параллельных вычислений по договорам о научно-техническом сотрудничестве со Штуттгарским университетом (под руководством профессора В. А. Святного).
С 2000 года руководит Технопарком ДонНТУ, осуществляющим техническую поддержку портала магистров ДонНТУ и Центра компетентности ДонНТУ. В 2003 году Технопарком ДонНТУ реализован проект компакт-диска «Донецк: 1000 фотографий», ставшего одним из первых украинских проектов такого рода, и информационный сайт «Одаренное поколение», посвященный вопросам выявления и поддержки одаренных и талантливых детей.
В 2007—2014 годах являлся деканом факультета компьютерных наук и технологий ДонНТУ. С октября 2014 года по февраль 2016 года исполнял обязанности ректора ДонНТУ (в Донецке). В 2016 году Ученым советом ДонНТУ избран заведующим кафедрой компьютерной инженерии. С февраля 2019 года вновь исполнял обязанности ректора ДонНТУ. С октября 2019 года — ректор ДонНТУ (на территории подконтрольной ДНР).

## Оригинальные теории
Автор обобщения закона Мура, сформулированного в рамках исследований по системодинамике ноотехносферы и закономерностям развития компьютерных систем и технологий.
Автор концепций постбинарного компьютинга как следующей стадии развития логических и арифметических основ компьютерных вычислений и суперсенсорного компьютинга, предполагающего массовое встраивание во все компьютерные устройства различных сенсоров, фиксирующих текущие состояние оператора и окружающей среды, что позволит сформировать тотальную сеть экологического и медицинского мониторинга.
В рамках исследований по компьютингу и вычислительному моделированию широко использовал методы современного компьютерного моделирования для исследования различных артефактов на предмет выявления в них вычислительных и моделирующих элементов. В результате данных исследований предложены, в частности, концепции археомоделирования и астроморфного моделирования. На основе исследований был опубликован ряд статей, докладов и в обобщающая монография «Археомоделирование: Модели и инструменты докомпьютерной эпохи». При этом был выявлен и исследован модельный характер ряда известных древних артефактов, в том числе Фестского диска. Выявлена система разномасштабных астроморфных мегамоделей и исследована их роль в структуризации наиболее известных цивилизационных образований Евразии.
Автор статей и монографии в которых, используя, компьютерное моделирование предполагает возможную локализацию легендарной Атлантиды. Исследователь феномена времени в информационную эпоху и автор ряда публикаций по этой тематике и обобщающей монографии «Нооритмы: модели синхронизации человека и космоса».
Автор концепции «когнитивных экспедиций», основанных на своеобразном методе апробации научных результатов в области астроморфного моделирования на новизну и достоверность через «презентацию-доисследование» непосредственно на исследуемых объектах. Метод отрабатывался и применялся при уточнении соответствующих астроморфных моделей с параллельным изложением и обсуждением результатов на конференциях и/или семинарах в следующих городах: Стамбул (1997), Волгоград (2002), Париж (2004), Мариуполь (2005), Москва (2005; 2006). Севастополь, Лагос и Вашингтон (2007), Лондон (2008), Керчь (2011).
Одним из первых предложил рассматривать логотип Википедии в качестве одного из основных символов ноосферы на этапе становления и развития информационного общества.

## Биобиблиография
Аноприенко А. Я.: биобиблиографический указатель к 60-летию со дня рождения (Биобиблиография ученых ДонНТУ) / сост. О. В. Кулькова, В. Г. Коваленко; Ред. Л. Ф. Девятилова. — Донецк, ДонНТУ, 2017. — 64 с.

## Избранные публикации

### Избранные монографии
1. Аноприенко А. Я., Иваница С. В. Введение в постбинарный компьютинг. Арифметико- логические основы и программно-аппаратная реализация / А. Я. Аноприенко, С. В. Иваница — Донецк: ДонНТУ, УНИТЕХ, 2017. — 308 с.
2. Аноприенко А. Я., Иваница С. В. Тетралогика, тетравычисления и ноокомпьютинг. Исследования 2010—2012. — Донецк: ДонНТУ, Технопарк ДонНТУ УНИТЕХ, 2012. — 308 с.
3. Аноприенко А. Я., Иваница С. В. Постбинарный компьютинг и интервальные вычисления в контексте кодо-логической эволюции.. — Донецк: ДонНТУ, УНИТЕХ, 2011. — 248 с., ил.
4. Аноприенко А. Я., Святный В. А. Вычислительная техника и информатика в ДонНТУ: люди, события, факты. Первые 50 лет.. — Донецк: ДонНТУ, УНИТЕХ, 2011. — 264 с., ил.
5. Аноприенко А. Я. Археомоделирование: Модели и инструменты докомпьютерной эпохи.. — Донецк: УНИТЕХ, 2007. — 318 с., ил.
6. Аноприенко А. Я. Атлантида и индоевропейская цивилизация: новые факты, аргументы и модели.. — Донецк: УНИТЕХ, 2007. — 516 с., ил.
7. Аноприенко А. Я. Нооритмы: модели синхронизации человека и космоса.. — Донецк: УНИТЕХ, 2007. — 372 с., ил.

### Избранные статьи
1. Аноприенко А. Я. Обобщения закона Мура // «Информатика и кибернетика» (Вестник Донецкого национального технического университета), № 3 (9), 2017. С. 14-23.
2. Аноприенко А. Я. Системодинамика техносферы: технический прогресс и нооритмы // «Системный анализ и информационные технологии в науках о природе и обществе», 2016. № 1(10)-2(11). — С. 31-61.
3. Аноприенко А. Я. Системодинамика ноотехносферы: основные закономерности // «Системный анализ в науках о природе и обществе». — Донецк: ДонНТУ, 2014, № 1(6)-2(7). С. 11-29.
4. Аноприенко А. Я. Основные закономерности эволюции компьютерных систем и сетей // Научные труды Донецкого национального технического университета. Серия «Проблемы моделирования и автоматизации проектирования» (МАП-2013). Выпуск № 1 (12) — 2 (13): Донецк: ДонНТУ, — 2013. С. 10-32.
5. Аноприенко А. Я., Иваница С. В. Аль Рабаба Хамза. Интервальный анализ и его применение при расчетах параметров серверных компьютерных систем. // Научный журнал «Радиоэлектроника, информатика, управление», Запорожский национальный технический университет. 2012, № 2 (27), с. 70-74.
6. Аноприенко А. Я. Будущее компьютерных технологий в контексте технической и кодо-логической эволюции. // Вестник Инженерной Академии Украины. Теоретический и научно-практический журнал Инженерной Академии Украины. Выпуск 3-4, 2011, с. 108—113.
7. Аноприенко А. Я., Иваница С. В. Особенности реализации постбинарных логических операций. // «Искусственный интеллект», № 1, 2011. С. 110—121.
8. Аноприенко А. Я. Аноприенко А.Я. Университет в современном информационном пространстве: тенденции, рейтинги и опыт развития портала магистров ДонНТУ // Научные труды Донецкого национального технического университета. Серия: «Информатика, кибернетика и вычислительная техника» (ИКВТ-2011). Выпуск 13 (185). — Донецк: ДонНТУ, 2011. С. 224—235.
9. John S. N., Anoprienko A. J., Okonigene R. E. Developed Algorithm for Increasing the Efficiency of Data Exchange in a Computer Network. Архивировано 29 ноября 2012 года. // International Journal of Computer Applications, 2010. Volume 6. Issue 9. Pages 16–19.
10. Анопрієнко О. Я. Ноорітми і час в інформаційну епоху. // «Час у дзеркалі науки». Частина 1. Спеціальний випуск збірника наукових праць «Гуманітарні студії». — К.: Центр навчальної літератури, 2010. С. 128—143.
11. Аноприенко А. Я. Нооритмы и время в информационную эпоху // «Время в зеркале науки». Специальный выпуск сборника научных трудов «Гуманитарные студии». Часть 1. — К.: Центр учебной литературы, 2010. С. 291—305.
12. Аноприенко А. Я. Цивилизация, ноосфера и нооритмы. // «Ноосфера и цивилизация». Научный журнал. Выпуск 7 (10). — Донецк, 2009, с. 62-69.
13. Аноприенко А. Я. Обобщённый кодо-логический базис в вычислительном моделировании и представлении знаний: эволюция идеи и перспективы развития. // Научные труды Донецкого национального технического университета. Серия: Информатика, кибернетика и вычислительная техника (ИКВТ-2005) выпуск 93: — Донецк: ДонНТУ, 2005. C. 289—316.
14. Аноприенко А. Я. Разработка и продвижение информационных ресурсов учебно-научного назначения: феномен портала магистров ДонНТУ. // Научные труды Донецкого национального технического университета. Выпуск 70. Серия: Информатика, кибернетика и вычислительная техника (ИКВТ-2003): — Донецк: ДонНТУ, 2003. — С. 251—272.
15. Аноприенко А. Я. Модельная и компьютерная поддержка принятия решений в ситуации когнитивного конфликта: рассмотрение на примере сравнительного анализа гипотез о локализации Атлантиды Платона. // Научные труды Донецкого национального технического университета. Выпуск 52. Серия «Проблемы моделирования и автоматизации проектирования динамических систем» (МАП-2002): Донецк: ДонНТУ, 2002. — C. 177—243.
16. Аноприенко А. Я., Святный В. А. Высокопроизводительные информационно-моделирующие среды для исследования, разработки и сопровождения сложных динамических систем. // Научные труды. Выпуск 29. Серия «Проблемы моделирования и автоматизации проектирования динамических систем» — Севастополь: «Вебер». — 2001. — С. 346—367.
17. Аноприенко А. Я., Джон С. Н. Задачи, методы и средства моделирования сетевой инфраструктуры // Научные труды. Выпуск 29. Серия «Проблемы моделирования и автоматизации проектирования динамических систем» — Севастополь: «Вебер». — 2001. — С. 312—319.
18. Аноприенко А. Я. Восхождение интеллекта: эволюция монокодовых вычислительных моделей. // Научные труды Донецкого государственного технического университета. Выпуск 15. Серия «Информатика, кибернетика и вычислительная техника» (ИКВТ-2000). — Донецк: ДонГТУ. — 2000. — С. 87-107.
19. Аноприенко А. Я. Русская равнина в отражении космоса // «Дельфис». Журнал Благотворительного Фонда сохранения и развития культурных ценностей «ДЕЛЬФИС», 2006, № 2 (46), с.67-75.
20. Аноприенко А. Я. Классификация и эволюция астроморфных моделей как специфической категории моделирующих сред. // Научные труды Донецкого национального технического университета. Серия «Проблемы моделирования и автоматизации проектирования динамических систем» (МАП-2005). Выпуск 78: Донецк: ДонНТУ, 2005. С. 76-126.
21. Аноприенко А. Я., Джура С. Г. «Что на небе, то и на земле» (астроморфный фактор в истории цивилизации). // «Дельфис». Журнал Благотворительного Фонда сохранения и развития культурных ценностей «ДЕЛЬФИС», 2005, № 3 (43), с.77-83.
22. Аноприенко А. Я., Джура С. Г. В гармонии с космосом: традиции и артефакты космоэкологии в истории цивилизации. // В кн.: Мудрость Дома Земля. О мировоззрении XXI века. Под редакцией В. А. Зубакова. Санкт-Петербург — Донецк. 2003. С. 76-87.
23. Аноприенко А. Я. Когнитивные мегакарты: опыт реконструкции культурообразующих моделей и образов мира. // Научные труды Донецкого национального технического университета. Выпуск 39. Серия: Информатика, кибернетика и вычислительная техника (ИКВТ-2002): — Донецк: ДонНТУ, 2002. — С. 206—221.
24. Аноприенко А. Я. Компьютерное исследование феноменов астроморфного моделирования в контексте когнитивно-культурной эволюции. // Научные труды. Выпуск 29. Серия «Проблемы моделирования и автоматизации проектирования динамических систем» — Севастополь: «Вебер». — 2001. — С. 327—345.
25. Anoprienko A. Archaeosimulation: new sight on ancient society and lessons for computer era. / Problems of Simulation and Computer Aided Design of Dynamic Systems. Scientific Papers. Vol. 29. — Sevastopol: Weber, 2001. P. 320—326.
26. Svjatnyi V., Feldmann L., Lapko V., Anoprienko A., Reuter A., Bräunl T., Zeitz M. Massive parallel simulation of dynamic systems // Zeszyty naukowe. — 1997. — № 1. — P. 207—229.
27. Аноприенко А. Я. От вычислений к пониманию: когнитивное компьютерное моделирование и его практическое применение на примере решения проблемы Фестского диска. / В кн. «Информатика, кибернетика и вычислительная техника (ИКВТ-99). Сборник научных трудов ДонГТУ.» Выпуск 6. Донецк, ДонГТУ, 1999, с. 36-47.
28. Аноприенко А. Я. Принцип активного антропоцентризма. // «Дети Вселенной». — Ноябрь 1998. — № 21(165). С. 4.
29. Аноприенко А. Я. О некоторых приложениях стохастической геометрии к анализу и синтезу вычислительных систем и алгоритмов. // Сборник трудов факультета вычислительной техники и информатики. Вып.1. — Донецк: ДонГТУ. — 1996. — С. 129—137.
30. Аноприенко А. Я., Святный В. А. Универсальные моделирующие среды. // Сборник трудов факультета вычислительной техники и информатики. Вып.1. — Донецк: ДонГТУ. — 1996. — С. 8-23.
31. Аноприенко А. Я. Пределы информатики. // «Информация и рынок». Теоретический и научно-практический журнал. — Киев: 1993. — № 2-3. — С. 10-14.
32. Башков Е. А., Аноприенко А. Я., Коба Ю. А., Кухтин А. А., Мальчева Р. В., Чухонцева Т. В. Система синтеза изображений в реальном времени для испытательных стендов // Гибридные вычислительные машины и комплексы, вып. 15. — Москва: 1992. — С. 72-76.
33. Святный В. А., Цайтц М., Аноприенко А. Я. Реализация системы моделирования динамических процессов на параллельной ЭВМ в среде сетевого графического интерфейса. // Вопросы радиоэлектроники, серия «ЭВТ», вып. 2. — Москва: 1991. — С. 85-94.
34. Башков Е. А., Аноприенко А. Я., Коба Ю. А., Мальчева Р. В. Аппаратно-программный комплекс генерации изображений в реальном времени // Вопросы радиоэлектроники, серия «ЭВТ», вып. 2. — Москва: 1991. — С. 77 — 84.
35. Башков Е. А., Аноприенко А. Я., Сербиненко А. В., Коба Ю. А., Кухтин А. А. Из опыта разработки средств машинной графики для интенсификации учебного процесса // Республиканский научно-методический сборник «Проблемы высшей школы». Выпуск 66. — Киев: Вища школа. — 1988. — С. 112—116.

### Избранные доклады
1. Аноприенко А. Я. Периодическая система развития компьютерных систем и перспективы нанокомпьютеризации // Инновационные перспективы Донбасса: Материалы международной научно-практической конференции. Донецк, 20-22 мая 2015 г. Том 5. Компьютерные науки и технологии. — Донецк: Донецкий национальный технический университет, 2015. С. 5-13.
2. Аноприенко А. Я., Литвиненко В. С. Четвертая индустриализация Донбасса // Инновационные перспективы Донбасса: Материалы международной научно-практической конференции. Донецк, 20-22 мая 2015 г. Пленарный доклад 21 мая 2015 г. — Донецк: Донецкий национальный технический университет, 2015. — 24 с.
3. Аноприенко А. Я. Четыре концепции будущего: «Зеленый рост», «Индустрия 4.0», нооинфраструктура и космоантропная перспектива // Донбасс-2020: Материалы VII научно-практической конференции. Донецк, 20-23 мая 2014 г. — Донецк, Донецкий национальный технический университет, 2014. С. 6-11.
4. Аноприенко А. Я. Система закономерностей развития средств и методов компьютинга // Материалы V всеукраинской научно-технической конференции «Информационные управляющие системы и компьютерный мониторинг (ИУС и КМ 2014)» — 22-23 апреля 2014 г., Донецк, ДонНТУ, 2014. В 2-х томах. Т. 1. С. 11-23
5. Аноприенко А. Я. Модели эволюции компьютерных систем и средств компьютерного моделирования. // Материалы пятой международной научно-технической конференции «Моделирование и компьютерная графика» 24-27 сентября 2013 года, Донецк, ДонНТУ, 2013. C. 403—423.
6. Аноприенко А. Я. Ноокомпьютинг (недоступная ссылка — история). // Материалы VI международной научно-технической конференции «Информатика и компьютерные технологии» — 22-23 ноября 2011 г. Т. 1. Донецк, ДонНТУ. — 2011. C. 10-23.
7. Аноприенко А. Я. Ноографика и ноомоделирование. // Материалы четвёртой международной научно-технической конференции «Моделирование и компьютерная графика» 5-8 октября 2011 года, Донецк, ДонНТУ, 2011. C. 321—324.
8. Аноприенко А. Я. Нооритмы — эффективная модель структурирования исторического времени // Материалы I международной научной междисциплинарной конференции «Время в зеркале науки» (Киев, 19 марта 2011 года). — К.: Центр учебной литературы, 2011. С. 299—303.
9. Аноприенко А. Я. Вызовы времени и постбинарный компьютинг. // Информатика и компьютерные технологии / Материалы VI международной научно-технической конференции — 23-25 ноября 2010 г. Т. 1. Донецк, ДонНТУ. — 2010. С. 13-31.
10. Аноприенко А. Я., Коноплёва А. П. Моделирование постбинарных клеточных автоматов // «Моделирование и информационные технологии». Сборник научных трудов. Специальный выпуск по материалам международной научной конференции «Моделирование-2010» (13-14 мая 2010 года). — Киев, НАН Украины, Институт проблем моделирования в энергетике им. Г. Е. Пухова, 2010. С. 162—170.
11. Аноприенко А. Я., Ушакевич В. В., Соловей О. О., Бурлака Е. В. Археомоделирование и неогеография в контексте эволюции моделей и образов мира. // Информатика и компьютерные технологии // Материалы третьей международной научно-технической конференции «Моделирование и компьютерная графика» 7-9 октября 2009 года, Донецк, ДонНТУ, 2009. 6 С.
12. Anopriyenko A., John S., Al-Ababneh H. Simulation Tools and Services for Mobile Users: History, State-of-the-art and Future // Proceedings of the International Conference & Workshop on 3G GSM & Mobile Computing: An Emerging Growth Engine for National Development, 29-31 January, 2007. — College of Science and Technology, Covenant University, Canaan Land, Ota, Nigeria. 2007. P. 9-20.
13. Minaev A., Bashkov E., Anopriyenko A. Master’s Portal as the Practical Result of Studying Web-technologies // Proceedings of the International Conference on Engineering Education ICEE 2005 «Global Education Interlink», Silesian University of Technology. — Gliwice, 2005, Vol. I. P. 727—732.
14. Anopriyenko A. Early history of simulation in Europe: scale planetariums and astromorphic models. // EUROSIM 2004: 5th EUROSIM Congress on Modeling and Simulation. 06-10 September 2004. ESIEE Paris, Marne la Vallée, France. Book of abstracts. P. 146—147.
15. Anoprienko A., Potapenko V. Web-basierte Simulationsumgebung mit DIVA-Serverkomponente für komplexe verfahrenstechnische Produktionsanlagen // 17. Symposium «Simulationstechnik» ASIM 2003, Magdeburg, 16.09 bis 19.09.2003. — SCS-Europe, 2003. S. 205—208.
16. Waschler R., Kienle A., Anoprienko A., and Osipova T. Dynamic plantwide modelling, flowsheet simulation and nonlinear analysis of an industrial production plant // In J. Grievink and J. van Schijndel, editors, European Symposium on Computer Aided Process Engineering — 12 — ESCAPE-12, 26-29 May, 2002, The Hague, The Netherlands, Amsterdam: Elsevier, 2002, pages 583—588.
17. Anoprienko A., Bazhenov L., Bräunl T. The development of the interface subsystem for the massive parallel simulation environment // 11. Simposium in Dortmund «Simulationstechnik». November 1997. — Braunschweig: Vieweg. — 1997. — P. 672—677.
18. Anoprienko A. Tetralogic and tetracodes: an effective method for information coding // 15th IMACS World Congress on Scientific Computation, Modelling and Applied Mathematics. Berlin, August 24-29, 1997. Vol. 4. Artificial Intelligence and Computer Science. — Berlin: Wissenschaft und Technik Verlag. — 1997. — P. 751—754.
19. Anoprienko A. Interpretation of some artefacts as special simulation tools and environments. / «Short Papers Proceedings of the 1997 European Simulation Multiconference ESM’97. Istanbul, June 1-4, 1997» — Istanbul, SCS, 1997. P. 23-26.
20. Anoprienko A., Feldmann L., Lapko V., Svjatnyj V., Braeunl T., Reuter A., Zeitz M. Massive parallel models of net dynamic objects. Proceedings of the 1995 EUROSIM Conference, EUROSIM-95, Vienna, Austria, 11-15 September 1995, ELSEVIER. — 1995. — P. 237—242.

## Информация об Аноприенко А. Я. в справочниках, энциклопедиях и СМИ
1. Кто есть кто в Донецке. — Биографический справочник. — Донецк, 2000. С. 12.
2. Аноприенко Александр Яковлевич. Архивировано 29 ноября 2012 года. / Кто есть кто в Донецке. Интернет-справочник по персонам города.
3. Александр Аноприенко в энциклопедии «Донецький національний технічний університет. Історичне видання. Архивировано 29 ноября 2012 года. — К.: «Логос Украіна», 2011. 503 с." (С. 167).
4. Александр Аноприенко на сайте «Persones.ru — Знаменитые люди планеты». Дата обращения: 14 января 2012. Архивировано из оригинала 28 октября 2012 года.
5. Куцева Е. Одарённых богом кто одаряет и каким путём. /Донецкий кряж, № 2717 от 31.08.2007
6. Титова М. Предки строителей пирамид родились в… Донбассе. / Газета «Донбасс», 19.03.2012
7. Украинские учёные исследуют время. / Телеканал «Подробности», Киев, 30.11.2010
8. Прозоровский В. 700 дней до конца света? Архивировано 29 ноября 2012 года./ Институт ритмологии, Москва, 28.12.2010 (по материалам Донецкого коммуникационного ресурса)
9. В Донбассе уникально всё: земля, вода, люди. / Донецкий коммуникационный ресурс, 12.04.2011
10. Зимоглядова О. И тогда поможет сама Вселенная… / «Донецкий политехник», 01-10-2010
11. Прозоровский В. Нооритмы и время Александра Аноприенко // «Панорама» : общественно-политический еженедельник. — Донецк, 2011. — 23 февраля (№ 445). Архивировано 2 августа 2013 года.
12. Как донецкие инженеры помогли Китаю стать сверхдержавой Вечерний Донецк. 01.02.2013.
13. Пресс-конференция «IT- индустрия как спасательный круг для экономики Украины», Донецкий пресс-клуб, 25.02.2013.
14. От юбиквитности к семиотике: новые семинары на Украине Неогеография, 29 октября 2013 г.
15. Скрипник И. В. В Донецке работают над компьютером будущего / Еженедельник «Панорама», 1 августа 2013 г.
16. Благодарны за все // «Донецкий политехник». — Февраль 2016 г. — № 3. — С. 1.
17. Шокотко Н. Успешен во всем // «Донецкий политехник». — Октябрь 2017 г. — № 11. — С. 3.